# Kungshuset (Lund)
Kungshuset, også kaldt Lundagårdshuset er en bygning i Lundagård i det centrale Lund i Skåne.

## Beliggenhed
Kungshuset ligger midt i middelalderbyen Lund, mod syd ligger Lund Domkirke, nordvest ligger Lunds Universitets hovedbygning, øst for Akademisk Forenings AF-borgen.

## Kongens hus
Huset blev opført i perioden 1578–84 af kong Frederik II under opsyn af Diiriik Byggmester og kongens lensmand Bjørn Kaas. Bygningen blev indrettet med værelser til såvel kongen som lensmanden. I 1655 skænkede den senere Frederik III Lundagård og Kungshuset til historikeren Vitus Bering (søfarerens grandonkel) som i 1660 solgte det til biskop Peder Winstrup. Samme år afstod Danmark Skåne, men vendte tilbage i en kort periode i 1710, hvor danskerne havde hovedkvarter i Lund. Kungshuset blev da anvendt som magasin og led en del overlast.

## Universitet
I 1688 blev bygningen beslaglagt af den svenske krone, og blev kort tid etter overdraget til Lunds universitet og anvendt som dets hovedbygning frem til 1882, da det nuværende Universitetshus stod færdig. Universitetsbiblioteket forblev i Kungshuset frem til 1907, hvor den nye biblioteksbygning stod klar på Helgonavägen.
Huset har blandt andet rummet astronomisk observatorium i tårnet, samt et anatomisk teater. Under 1700-tallet var Universitetets naturalisesamlinger – grundlagt av Kilian Stobæus – i huset. Frem til juli 2014 havde Filosofiska institutionen til huse i bygningen.
Den 31. oktober 2016 mødte Pave Frans det svenske kongepar i Kungshuset.[6]